# Passeport uruguayen
Le passeport uruguayen est un document de voyage international délivré aux ressortissants uruguayens, et qui peut aussi servir de preuve de la citoyenneté uruguayenne. 